# Parafia św. Bartłomieja Apostoła w Wójtowej
Parafia św. Bartłomieja Apostoła w Wójtowej – parafia rzymskokatolicka znajdująca się w diecezji rzeszowskiej w dekanacie bieckim. Pierwsze wzmianki o parafii pochodzą z 1513 roku. Została ona wcielona do parafii Lipinki w 1650 roku i reerygowana w 1911 przez bp. Józefa Sebastiana Pelczara.
Stary, drewniany kościół św. Bartłomieja pochodzi z XVI w. Nowy kościół parafialny został wybudowany w latach 1990–1994 według projektu inż. Witolda Drzymalskiego, konsekrowany 15 kwietnia 2007 przez ówczesnego biskupa rzeszowskiego, Kazimierza Górnego.

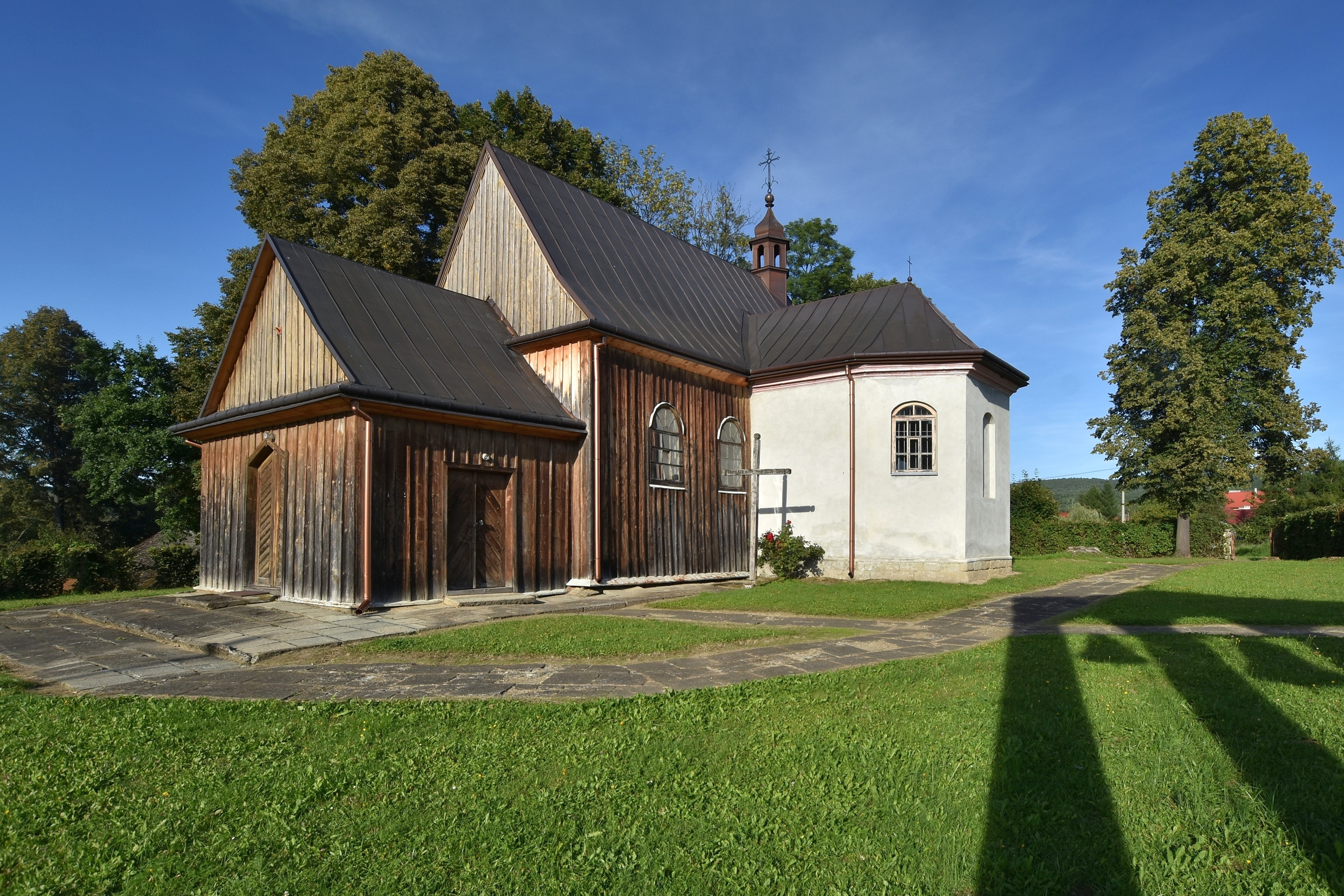
Kościół filialny w Wójtowej